# Regioni del Madagascar per indice di sviluppo umano
Questa è una lista delle 22 regioni del Madagascar (dal 2009) per indice di sviluppo umano a partire dal 2018.
| Classifica           | Provincia            | HDI (2018)           | Comparabile con          |
| Sviluppo umano medio | Sviluppo umano medio | Sviluppo umano medio |                          |
| -------------------- | -------------------- | -------------------- | ------------------------ |
| 1                    | Analamanga           | 0,633                | India                    |
| 2                    | Diana                | 0,597                | ESwatini                 |
| 3                    | Sava                 | 0,570                | Repubblica del Congo     |
| Basso sviluppo umano |                      |                      |                          |
| 4                    | Analanjirofo         | 0,542                | Pakistan                 |
| 5                    | Atsinanana           | 0,541                | Togo                     |
| 6                    | Sofia                | 0,538                | Togo                     |
| 7                    | Alaotra-Mangoro      | 0,536                | Haiti                    |
| 8                    | Vakinankaratra       | 0,531                | Ruanda                   |
| 9                    | Amoron'i Mania       | 0,528                | Uganda                   |
| 10                   | Boeny                | 0,525                | Benin                    |
| –                    | Madagascar           | 0,521                |                          |
| 11                   | Italiasy             | 0,520                | Benin                    |
| 12                   | Alta Matsiatra       | 0,516                | Lesotho                  |
| 13                   | Bongolava            | 0,493                | Eritrea                  |
| 14                   | Vatovavy-Fitovinany  | 0,473                | Sierra Leone             |
| 15                   | Betsiboka            | 0,465                | Guinea                   |
| 16                   | Melaky               | 0,463                | Guinea                   |
| 17                   | Menabe               | 0,450                | Burkina Faso             |
| 18                   | Ihorombe             | 0,446                | Mozambico                |
| 19                   | Anosia               | 0,428                | Mali                     |
| 20                   | Androi               | 0,425                | Burundi                  |
| 21                   | Atsimo-Andrefana     | 0,418                | Repubblica Centrafricana |
| 21                   | Atsimo-Atsinanana    | 0,418                | Repubblica Centrafricana |